# Igreja do Bom Jesus (Rabo de Peixe)
A Igreja do Bom Jesus localiza-se em Rabo de Peixe, concelho da Ribeira Grande, ilha de São Miguel, Açores
Segundo Gaspar Fructuoso já em 1522 este templo existia mas um pouco mais acima do actual que o substituiu. Desconhece-se a data precisa de quando esta igreja teria sido construída. É de crer, porém, que já o houvesse sido no século XVI e, precisamente, na segunda metade deste, porquanto por carta do rei D. Sebastião, datada de 30 de Julho de 1568, já existia uma côngrua para o respectivo vigário. O lugar tinha mais de 300 fogos. Donde se conclui que o lugar já, era paróquia e a respectiva igreja já tinha certa importância. No ano de 1690 fazia-se uma despesa bastante razoável com a reparação da capela-mor e da sacristia.
No ano de 1732 os armários para a mesma sacristia um sino comprado no ano de 1734 custaram outra soma bastante avultada. Nesse ano novas obras na capela-mor (arco, pedreiro e entalhador custaram à Fazenda Real uma grande quantia. Qo que consta, a torre só foi devidamente concluída no ano de 1735, ano em que, só o trabalho de pedreiro para a mesma voltaria a aparecer nas despesas da igreja.
Em 1755 a igreja ficou algo abalada com o terramoto do dia 1 de Novembro, porque em 1757 gastaram-se em pedreiro, carpintaria, pintura e ornamentos outra grande quantia. Em 17 de Junho de 1847, a Junta Governativa de Ponta Delgada criava mais um cura para Rabo de Peixe.